# Daniela Freund
Daniela Freund (* 27. Juli 1971) ist eine ehemalige deutsche Volleyballspielerin.

## Karriere
Daniela Freund erreichte 1994 mit der DJK Karbach den Aufstieg in die Erste Bundesliga. Hier spielte sie acht Jahre lang an der Seite von Nationalspielerin Tanja Hart und konnte sich mit Karbach in der Spitzengruppe der Bundesliga etablieren. Auch am europäischen CEV-Pokal nahm sie dreimal teil. Die Annahme- und Abwehrspezialistin war in dieser Zeit ununterbrochen in den Ranglisten des Deutschen Volleyballs vertreten.